# Panamerikanische Spiele 2011/Leichtathletik – 20 km Gehen der Frauen
Das 20-km-Gehen der Frauen bei den Panamerikanischen Spielen 2011 fand am 23. Oktober in Guadalajara statt.
17 Athletinnen aus neun Ländern nahmen an dem Wettbewerb teil. Die Goldmedaille gewann Jamy Franco nach 1:32:38 h, was auch ein neuer Rekord der Panamerikanischen Spiele war. Silber ging an Mirna Ortiz mit 1:33:37 h und die Bronzemedaille sicherte sich Ingrid Hernández mit 1:34:06 h.

## Rekorde
Vor dem Wettbewerb galten folgende Rekorde:
| Weltrekord        | Wera Sokolowa          | 1:25:08 h | Sotschi, Russland                           | 26. Februar 2011 |
| Rekord der Spiele | María Graciela Mendoza | 1:34:19 h | Panamerikanische Spiele in Winnipeg, Kanada | 26. Juli 1999    |

## Ergebnis
23. Oktober 2011, 8:30 Uhr
| Platz | Athletin           | Land               | Zeit (h)   |
| ----- | ------------------ | ------------------ | ---------- |
|       | Jamy Franco        | Guatemala          | 1:32:38 PR |
|       | Mirna Ortiz        | Guatemala          | 1:33:37 PB |
|       | Ingrid Hernández   | Kolumbien          | 1:34:06    |
| 4     | Mónica Equihua     | Mexiko             | 1:34;50 PB |
| 5     | Rosalia Ortiz      | Mexiko             | 1:36:10 PB |
| 6     | Arabelly Orjuela   | Kolumbien          | 1:36:50    |
| 7     | Claudia Balderrama | Bolivien           | 1:37:32 PB |
| 8     | Yadira Guamán      | Ecuador            | 1:38:42    |
| 9     | Maria Michta       | Vereinigte Staaten | 1:38:47    |
| 10    | Geovana Irusta     | Bolivien           | 1:41:43 PB |
| 11    | Milangela Rosales  | Venezuela          | 1:43:17    |
| 12    | Farilus Morales    | Peru               | 1:45:38    |
|       | Lauren Forgues     | Vereinigte Staaten | DNF        |
|       | Cisiane Lopes      | Brasilien          | DNF        |
|       | Paola Pérez        | Ecuador            | DSQ        |
|       | Leisy Rodríguez    | Kuba               | DSQ        |
|       | Érica de Sena      | Brasilien          | DSQ        |